# پیتر هانتکه
پیتر هانتکه (به آلمانی: Peter Handke) آلمانی: [ˈhantkə] (زادهٔ ۶ دسامبر ۱۹۴۲ در گریفن) نویسنده و نمایشنامه‌نویس پیشرو (آوان-گارد) اتریشی و برنده جایزه نوبل ادبیات سال ۲۰۱۹ است.
انتخاب پیتر هانتکه به عنوان برنده جایزه نوبل انتقادهای زیادی از آکادمی نوبل را برانگیخت؛ زیرا هانتکه در دوره جنگ بوسنی از نیروهای صرب پشتیبانی کرده بود.
بر اساس نظر انتقادی او به کلیشه زبانی و حضور آگاهانه نویسنده در متن بیش از هر چیز به بیگانه سازی ذهن و محیط در آثار پرداخته‌است. آثار اولیه او مانند دشنام به تماشاگرانو ترس دروازه‌بان از ضربه پنالتیاو را به سرعت در دهه شصت معروف ساخت.

## زندگی
پیتر هانتکه پدر واقعی‌اش را ندید و از ۲ سالگی به همراه مادر و ناپدری‌اش، ۴ سال را در آلمان شرقی گذراند. پدربزرگ مادری‌اش اهل اسلوونی بود. در سال ۱۹۴۸ دوباره به گریفن بازگشت.پس از پایان دورهٔ دبیرستان در مدرسه مذهبی کاتولیک‌ها، به مدت ۴ سال در دانشگاه گراتس در رشته حقوق تحصیل کرد.پس از آن به ادبیات روی آورد و با آثار نویسندگانی چون داستایوفسکی، ماکسیم گورکی، توماس وولف و ویلیام فاکنر آشنا شد.
در سال ۱۹۶۶ به ایالات متحده آمریکا رفت و در گردهمایی موسوم به "گروه ۴۷" در دانشگاه پرینستون به رواج نوعی نوشته‌های رئالیستی در ادبیات معاصر آلمان تاخت و برای نخستین بار نامش بر سر زبان‌ها افتاد.

## نوبل ادبیات
انتخاب پیتر هانتکه به عنوان برنده جایزه نوبل ادبیات سال ۲۰۱۹ انتقادهای زیادی از آکادمی نوبل را به چند دلیل برانگیخت. یکی این بود که کمیته نوبل، یک اروپایی را برگزیده بود. دیگر اینکه برنده ۲۰۱۹ نیز از میان زبان‌های همیشه ستایش شده، گزینش شده‌است. اما مهمترین انتقاد این بود که هانتکه در دوره جنگ بوسنی از نیروهای صرب پشتیبانی کرده بود.

## نویسندگی
او با آفرینش آثاری نو و نامتعارف و تغییر نشانه‌ها و روابط بین شخصیت‌ها در نمایشنامه‌هایی چون دشنام به تماشاگران و کاسپار، شیوه‌های بدیعی به کار گرفت و به تجربه‌گرایی دست یازید. هانتکه در آثار بعدی خود از شیوه‌های نوآورانهٔ درهم شکستن مرزهای زمان و بازگشت به اصل خویش و به کاربستن اشیاء و رویدادهای عادی برای تصویر اسطوره‌های نهان در دل آن‌ها سود جسته‌است.

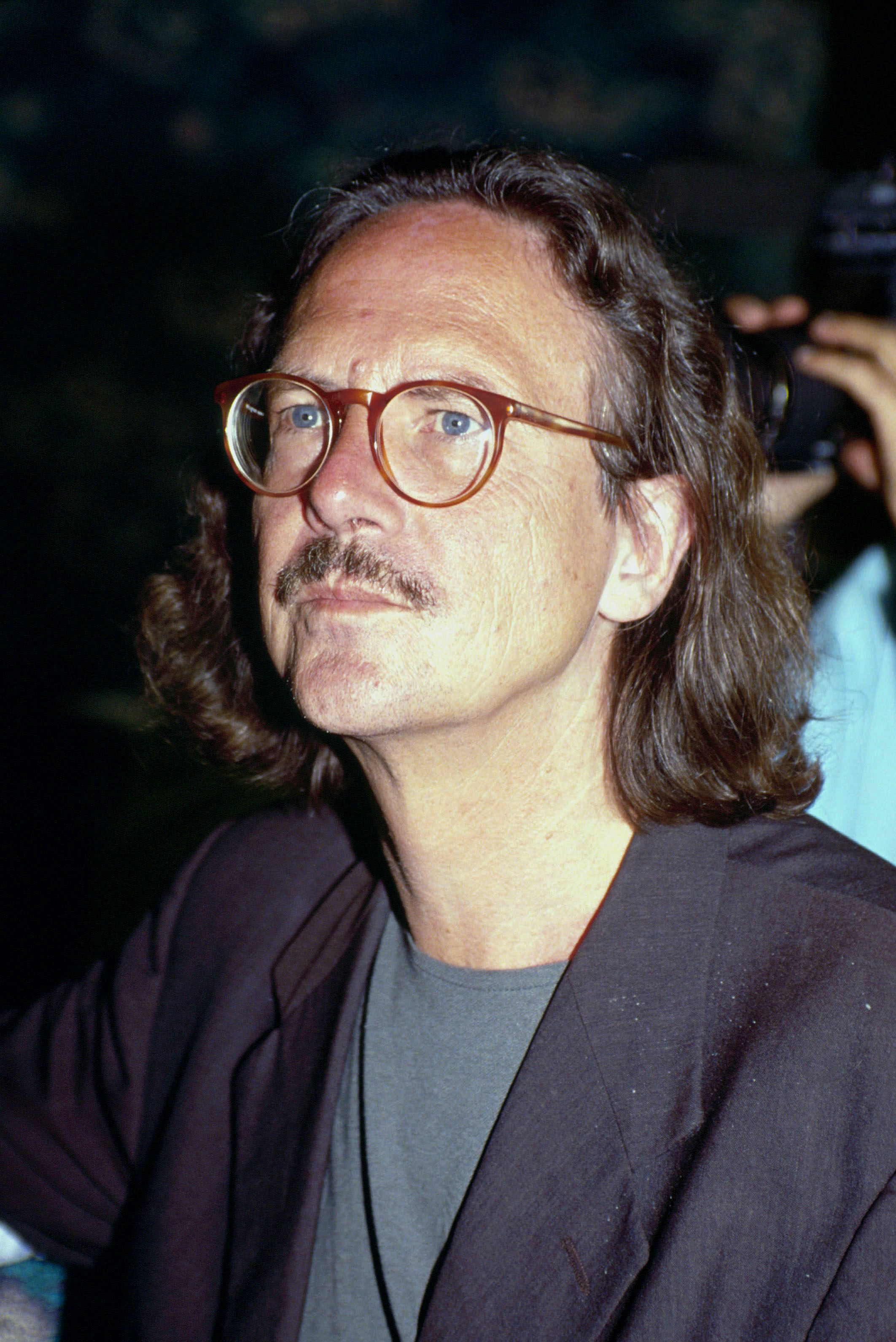
در سالِ ۱۹۸۳

## آثار
۱۹۶۶ تا ۱۹۶۹
- زنبور سرخ، رمان[۶] ۱۹۶۶
- پیشگویی و اتهام به خود، نمایشنامه[۷] ۱۹۶۶
- دشنام به تماشاگران و چند تک گویی، نمایشنامه[۸] ۱۹۶۶
- خوش آمدگویی هیئت ناظر، قطعه ادبی[۹] ۱۹۶۷
- دستفروش،[۱۰]۱۹۶۷
- کاسپار، نمایشنامه[۱۱] ۱۹۶۷
- اشعار آلمانی،[۱۲]۱۹۶۹
- دنیای درون دنیای بیرون دنیای درون،[۱۳]۱۹۶۹
- بی سرپرست می‌خواهد قیم شود، نمایشنامه[۱۴]۱۹۶۹

۱۹۷۰ تا ۱۹۷۹
- ترس دروازه‌بان از ضربهٔ پنالتی، نول[۱۵] ۱۹۷۰. ویم وندرس در سال ۱۹۷۲ از آن یک فیم ساخت.
- باد و دریا، چهار نمایش صوتی[۱۶] ۱۹۷۰
- تاریخ‌نگاری یک حادثه در حال وقوع،[۱۷] ۱۹۷۱
- اسب سوار بر روی دریاچه بودنزه،[۱۸] ۱۹۷۱
- نامه‌ای کوتاه برای خداحافظی طولانی،[۱۹]۱۹۷۲
- من ساکن برج عاجم،[۲۰] ۱۹۷۲
- نمایش ۱،[۲۱]۱۹۷۲
- بدبختی ناخواسته،[۲۲]۱۹۷۲
- عاقلان منقرض می‌شوند، نمایشنامه[۲۳] ۱۹۷۳
- نمایش ۲،[۲۴] ۱۹۷۳
- زمانی که آرزو کردن کمک می‌کرد، شعر، مقاله، متن ادبی و عکس[۲۵] ۱۹۷۴
- حاشیه کلمات، داستان کوتاه، شعر و نمایش[۲۶] ۱۹۷۵
- لحظه احساس واقعی،[۲۷] ۱۹۷۵
- حرکت اشتباه،[۲۸]۱۹۷۵. ویم وندرس در سال ۱۹۷۵ آن را به فیلم درآورد.
- زن چپ دست،[۲۹]۱۹۷۶، خود وی در سال ۱۹۷۸ به تهیه کنندگی ویم وندرس به فیلم درآورد.
- پایان پرسه زنی، شعر[۳۰] ۱۹۷۷
- وزن جهان، یک مجله،[۳۱]۱۹۷۷
- برگشت آهسته به وطن،[۳۲] ۱۹۷۹

۱۹۸۰تا ۱۹۸۹
- آموزه‌های سن ویکتوری،[۳۳] ۱۹۸۰
- دربارهٔ روستاها،[۳۴]۱۹۸۱
- داستان کودکان،[۳۵]۱۹۸۱
- درد و فرد چینی،[۳۶]۱۹۸۳
- تخیلات تکرار،[۳۷] ۱۹۸۳
- تکرار،[۳۸] ۱۹۸۶
- شعری برای همیشه،[۳۹] ۱۹۸۶
- غیبت. یک افسانه،[۴۰]۱۹۸۷، خودش در سال ۱۹۹۲ به فیلم دراورد
- آسمان برفراز برلین، به همراه ویم وندرس[۴۱] ۱۹۸۷. در همان سال ویم وندرس آن را به فیلم درآورد
- عصر یک نویسنده،[۴۲] ۱۹۸۷
- بازی پرسش‌ها یا سفری به سرزمین آهنگین،[۴۳]۱۹۸۹
- تلاش برای خستگی،[۴۴]۱۹۸۹

۱۹۹۰
- یک بار دیگر برای تاکدیدس،[۴۵] ۱۹۹۰
- تلاش برای جعبه موسیقی،[۴۶]۱۹۹۰
- افسانه زمستان، اثر شکسپیر به ترجمه پیتر هاندکه،[۴۷]۱۹۹۱
- خداحافظی رویاپرداز با سرزمین نهم،[۴۸]۱۹۹۱

۱۹۹۱ تا ۱۹۹۹
- تلاش برای روزی خوش. یک رؤیای روز زمسنانی،[۴۹]۱۹۹۱
- زمانی که ما از یکدیگر هیچ نمی‌دانستیم، نمایش[۵۰] ۱۹۹۲
- چند نمایشنامه،[۵۱] ۱۹۹۲
- تلاشها. تلاش برای خستگی، تلاش برای جعبه موسیقی و تلاش برای روزی خوش،[۵۲]۱۹۹۲
- آهسته در سایه. مجمعه یادداشتها 1992-1980.[۵۳]۱۹۹۲
- هنر پرسیدن،[۵۴]۱۹۹۴
- سال من در ساحل هیچ‌کس. افسانه ای از عصر حاضر،[۵۵] ۱۹۹۴
- سفری زمستانه به رودخانه‌های دونا، سیو، موراوا و درینا یا عدالت برای صربستان،[۵۶]۱۹۹۶
- پسگفتاری تابستانه در مورد سفری زمستانه،[۵۷]۱۹۹۶
- تجهیزاتی برای نامیرایی، نمایش شاهانه[۵۸]۱۹۹۷
- در شبی ظلمانی از خانه ساکتم بیرون زدم،[۵۹]۱۹۹۷
- صبح‌ها درکنار پنجره سنگی. و وقت‌های دیگر، ۱۹۸۷–۱۹۸۲،[۶۰]۱۹۹۸
- سرزمین کلام. سفری در کرنتن، اسلوانی، فری آل، ایسترین و دالماتین با لیزل پونگر،[۶۱]۱۹۹۸
- سفر با قایق تک درختی یا نمایشی درباره فیلم جنگی،[۶۲]۱۹۹۹
- لویس در جنگل با دینگسدا. با ۱۱ طرح از خود نویسنده،[۶۳]۱۹۹۹

۲۰۰۰ تا ۲۰۰۹
- در حال گریه پرسش می‌شدند. گزارش بعد از جنگ از دو یوگسلاو - لشکرکشی مارس تا آوریل ۱۹۹۹، ۲۰۰۰
- گم شدن تصویر یا در میات سیرا د گردوس، ۲۰۰۲
- زبانی و نوشتاری. در مورد کتاب، تصاویر و فیلم‌ها ۱۹۹۲–۲۰۰۰، ۲۰۰۲
- در حاشیه تریبون بزرگ

## جوایز
- 1967: Gerhart-Hauptmann-Preis
- 1972: Literaturpreis des Landes Steiermark
- 1973: Schillerpreis der Stadt Mannheim
- 1973: Georg Büchner Prize
- 1975: Filmband in Gold für Drehbuch Falsche Bewegung
- 1978: Bambi für Regie
- 1978: Prix Georges Sadoul
- 1979: Preis der Gilde deutscher Filmtheater
- 1979: Franz-Kafka-Preis der Stadt Klosterneuburg (Handke gab die Preissumme an Gerhard Meier und Franz Weinzettl weiter)
- 1983: Kulturpreis des Landes Kärnten
- 1983: Franz-Grillparzer-Preis
- 1985: (Anton-Wildgans-Preis (abgelehnt
- 1985: Franz-Nabl-Preis (Preis weitergegeben an Michael Donhauser und Walter Grond)
- 1986: Literaturpreis des Kulturfonds der Stadt Salzburg
- 1987: Großer Österreichischer Staatspreis für Literatur
- 1987: Internationaler Literaturpreis Vilenica
- 1988: Bremer Literaturpreis
- 1991: Franz-Grillparzer-Preis
- 1993: Ehrendoktorat der Katholischen Universität Eichstätt
- 1995: Schiller-Gedächtnispreis
- 2001: Blauer-Salon-Preis des Literaturhauses Frankfurt
- 2002: Ehrendoktorat der Alpen-Adria-Universität Klagenfurt
- 2003: Ehrendoktorat der Paris-Lodron-Universität Salzburg
- 2004: Siegfried Unseld Preis
- 2006: Nominierung für den Heinrich-Heine-Preis der Stadt Düsseldorf am 20. Mai 2006. Ablehnung des Jury-Entscheids durch drei Stadtratsfraktionen (30. Mai 2006), Verzicht Handkes am 2. Juni 2006.
- 2007: Berliner Heinrich-Heine-Preis
- 2008: Thomas-Mann-Literaturpreis der Bayerischen Akademie der Schönen Künste (Stiftung der Preissumme an die Akademie)
- 2009: Goldenes Kreuz des Fürsten Lazar (Orden einer serbischen Literatenorganisation)
- 2009: Franz-Kafka-Preis der Stadt Prag
- 2010: Vinzenz-Rizzi-Preis
- 2011: Nestroy-Theaterpreis für Immer noch Sturm – Salzburger Festspiele / Thalia Theater Hamburg, (Kategorie: Bestes Stück – Autorenpreis)
- 2012: Mülheimer Dramatikerpreis der 37. Mülheimer Theatertage für Immer noch Sturm in der Inszenierung von Dimiter Gotscheff
- 2012: Großer Kunstpreis des Landes Salzburg
- 2013: Verdienstorden (Medalja za zasluge) der Republik Serbien in Gold
- 2013: Einspieler-Preis des Rats der Kärntner Slowenen, Klagenfurt/Celovec
- 2014: Internationaler Ibsen-Preis
- 2015: Ehrenbürger von Belgrad
- 2016: Würth-Preis für Europäische Literatur
- 2016: italienischer Literaturpreis Premio Scanno
- 2017: Milovan-Vidakovic-Preis
- 2017: Ehrendoktorat der Universidad de Alcalá, Spanien
- 2018: Kärntner Landesorden in Gold
- 2018: Nestroy-Theaterpreis für das Lebenswerk
- 2019: Nobelpreis für Literatur
- 2020: Karadjordjevo-Orden mit Stern erster Klasse
- ۲۰۰۰: Brothers KARIC Award
- ۲۰۰۲: America Award
- ۲۰۰۸: Großer Literaturpreis der Bayerischen Akademie der Schönen Künste
- ۲۰۰۹: Franz Kafka Prize
- ۲۰۱۲: Mülheimer Dramatikerpreis
- ۲۰۱۴: International Ibsen Award
- ۲۰۱۹: جایزه نوبل ادبیات Nobel Prize in Literature